# (2511) Patterson
(2511) Patterson est un astéroïde de la ceinture principale.

## Description
(2511) Patterson est un astéroïde de la ceinture principale. Il fut découvert le 11 juin 1980 à l'observatoire Palomar par Carolyn S. Shoemaker et nommé en honneur de Clair Patterson. Il présente une orbite caractérisée par un demi-grand axe de 2,30 UA, une excentricité de 0,10 et une inclinaison de 8,0° par rapport à l'écliptique.

## Compléments